# لیانگ چیانگ
لیانگ چیانگ (انگلیسی: Liang Qiang؛ زادهٔ ۷ آوریل ۱۹۷۳)  کماندار اهل چین بود. وی در بازی‌های المپیک تابستانی ۱۹۹۲ شرکت کرده‌است.